# Adriano Galliani
Adriano Galliani (Monza, 1944. július 30. –) egy olasz vállalkozó, akinek köze van az olasz labdarúgáshoz is.

## Életrajza
Galliani a Serie A-ban szereplő AC Milan ügyvezető igazgatója. A 2006 nyarán kitört bundabotrány miatt felszólították hogy mondjon le. Emiatt az ítélet miatt 1 éves eltiltást kapott, így nem foglalkozhatott a futballal és az adminisztrációs feladatokkal sem. A büntetést lecsökkentették 9 hónapra, majd a fellebbezés miatt 5 hónapra.
2017-ig Galliani az AC Milan legmagasabb ügyvezetője volt miután Silvio Berlusconi lemondott, akit akkor harmadszor választottak meg Olaszország miniszterelnökévé.
2018-ban politikai tevékenységet folytat Silvio Berlusconi pártjában.

## Beceneve
Kopasz fejének és vastag szemöldökeinek köszönhetően lett a beceneve „Fester bácsi”, aki az Addams Family egy karaktere.